# Distretto di Bang Bo
Il distretto di Bang Bo (in thailandese: บางบ่อ) è un distretto (amphoe) della Thailandia, situato nella provincia di Samut Prakan.